# Hotel Management School Maastricht
De Hotel Management School Maastricht (HMSM) is een van de zeven hoge hotelscholen in Nederland. De bedrijfskundige opleiding, gericht op hospitality, is onderdeel van Zuyd Hogeschool en biedt een 4-jarig Bachelor of Arts-programma op hbo-niveau in het Nederlands en Engels. Het onderwijsgebouw, het bijbehorende teaching hotel en de studentencampus zijn gehuisvest in Kasteel Bethlehem en een aantal op het landgoed gelegen gebouwen in Limmel in Maastricht-Oost.

## Geschiedenis
De Hotel Management School Maastricht is op 5 juni 1950 opgericht als Katholieke Hotelschool Maastricht, naar verluidt met een budget van 500 gulden. De school is daarmee de op een na oudste hogere hotelopleiding in Nederland.
Het onderwijs ging van start op 28 september 1950 in het uit de Franse Tijd daterende Grand Hôtel du Lévrier et de l'Aigle Noir aan de Boschstraat in het centrum van Maastricht. Een van de initiatiefnemers van de nieuwe school was Wim Beaumont, de eigenaar van het hotel, dat aanvankelijk nog werd voortgezet in het voorste gedeelte van het gebouw.
De driejarige opleiding telde in de beginjaren een honderdtal, uitsluitend mannelijke studenten. Het onderwijs werd opgezet naar het model van de hotelschool in Lausanne, dat uitging van een drietal toekomstige functies: het werk in de keuken, de bediening en de receptie. Op 1 januari 1953 werd de school erkend door het Rijk en pas vanaf dat moment ontving ze subsidiëring. Als gevolg van de Wet op het Voortgezet Onderwijs uit 1963 werd de hotelopleiding ingedeeld bij het hoger beroepsonderwijs en veranderde de opleiding haar naam in Katholieke Hogere Hotelschool Maastricht. In 1975 verwelkomde de Hogere Hotelschool de eerste groep vrouwelijke studenten (tegenwoordig zijn deze in de meerderheid). In 1986 werd de hbo-opleiding vierjarig. Sinds 2001 vormt de opleiding een afzonderlijke faculteit van Zuyd Hogeschool. Inmiddels is het predicaat 'katholiek' in de naam verdwenen en is de aanduiding 'management' toegevoegd.
In 1953 kocht de nog jonge opleiding het vervallen Kasteel Bethlehem aan. Na een provisorische renovatie werden de studenten hier gehuisvest in het internaat. De opleiding zelf bleef aan de Boschstraat gevestigd. Pas in 1969 kon het kasteel grondig worden gerenoveerd en werd het hele hoofdgebouw ingericht als onderwijsgebouw. Begin jaren 1970 werden vier studentenflats gebouwd op de campus achter het kasteel, genoemd naar nabijgelegen rivieren en beekjes: Kanjel, Maas, Jeker en Geul. In deze periode bood de campus plaats aan alle studenten; later was dat door het groeiend aantal studenten niet meer mogelijk. Sinds 1985 wonen alleen de eerstejaarsstudenten op de campus. Het (verplichte) campusjaar is een belangrijk onderdeel van de opleiding.
Omstreeks 2000 telde de school ongeveer duizend studenten, waarvan zo'n driehonderd eerstejaars. Een deel van de studenten is uit het buitenland afkomstig. In 2010 werd Kasteel Bethlehem opnieuw gerenoveerd en verbouwd tot Teaching Hotel Château Bethlehem. De buitenkant bleef ongewijzigd, maar het interieur werd ingericht als 'designhotel'. In het teaching hotel doen eerstejaarsstudenten hun eerste praktijkervaring op. In 2020 zijn de studentenflats vervangen door de Student Residence. Deze studentenhuisvesting bestaat uit drie gebouwen en biedt plaats aan 390 eerstejaarsstudenten.

## Onderwijs

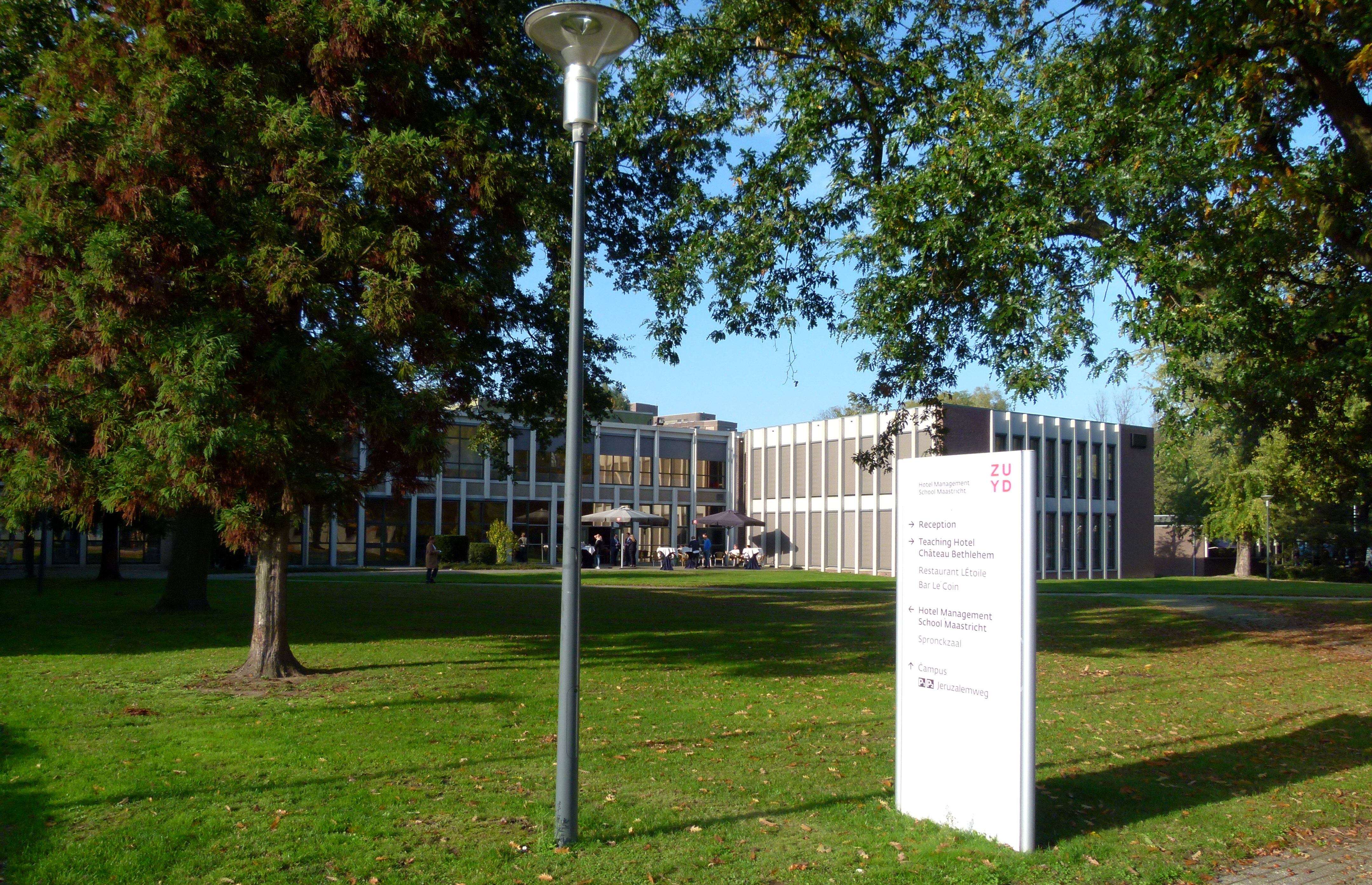
Gezicht op de studentencampus met o.a. studentenrestaurant 'Refresh' (2019)

De Hotel Management School Maastricht (HMSM) is een onderwijsinstituut dat studenten opleidt voor managementfuncties in de horecasector. De school biedt een vierjarige bacheloropleiding en een Engelstalige master; de Master in Facility and Real Estate Management. Anno 2025 studeren ongeveer 1500 studenten aan het instituut en worden jaarlijks zo'n 390 eerstejaars verwelkomd, afkomstig uit diverse landen. Er zijn ongeveer 150 medewerkers verbonden aan de opleiding. 

## Amphitryon
De studentenvereniging van de HMSM heet SV Amphitryon, genoemd naar het gelijknamig personage uit de Griekse mythologie. De leden worden aangeduid als 'Amphitryanen'. Afgestudeerden en leden van Amphitryon kunnen de titel 'Seigneur' of 'Dame du Château Bethlehem' verwerven. Voor afgestudeerde leden met uitzonderlijke verdiensten bestaat de titel 'Grand Seigneur' of 'Grande Dame du Château Bethlehem'.

## Reputatie
De school wordt internationaal gezien als een voorname hotelmanagementopleiding. Zij is in het bezit van diverse nationale en internationale ken- en keurmerken. Daaronder het kwaliteitszegel Topopleiding van de Keuzegids Hbo en naast de Nederlands-Vlaamse accreditatie ook de internationaal gezaghebbende accreditatie THE-ICE van het International Centre of Excellence in Tourism and Hospitality Education uit Australië. Verder is er het kenmerk 'Kleinschalig en intensief onderwijs'.
Vanaf de oprichting tot 2025 telt de opleiding bijna 9.500 afgestudeerden. Sommige alumni zijn actief in de opleiding. Zij verzorgen gastcolleges, zijn onderdeel van de selectiecommissie voor nieuwe studenten, beoordelen studenten en begeleiden hen bij stages.

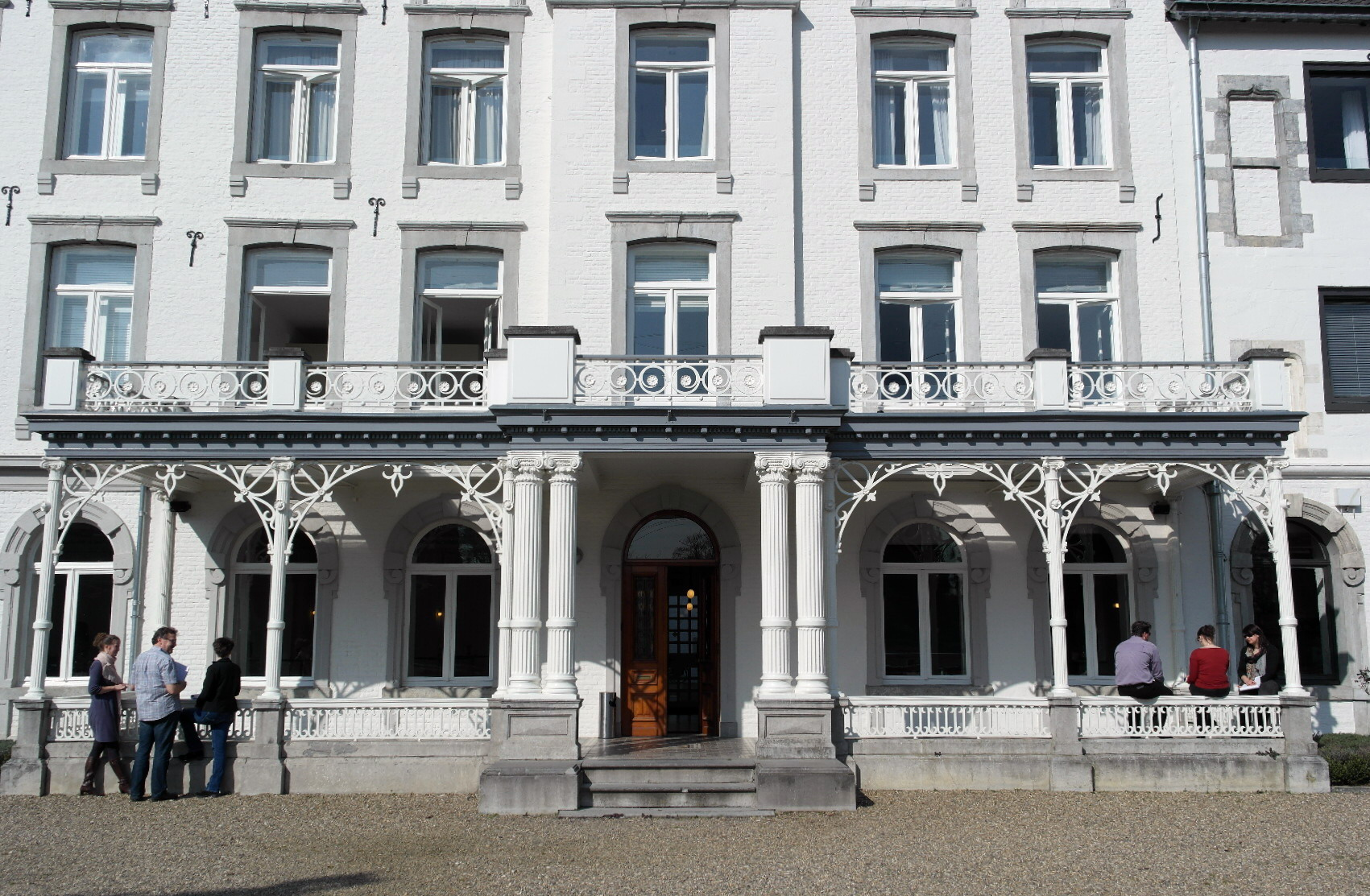
Kasteel en terras
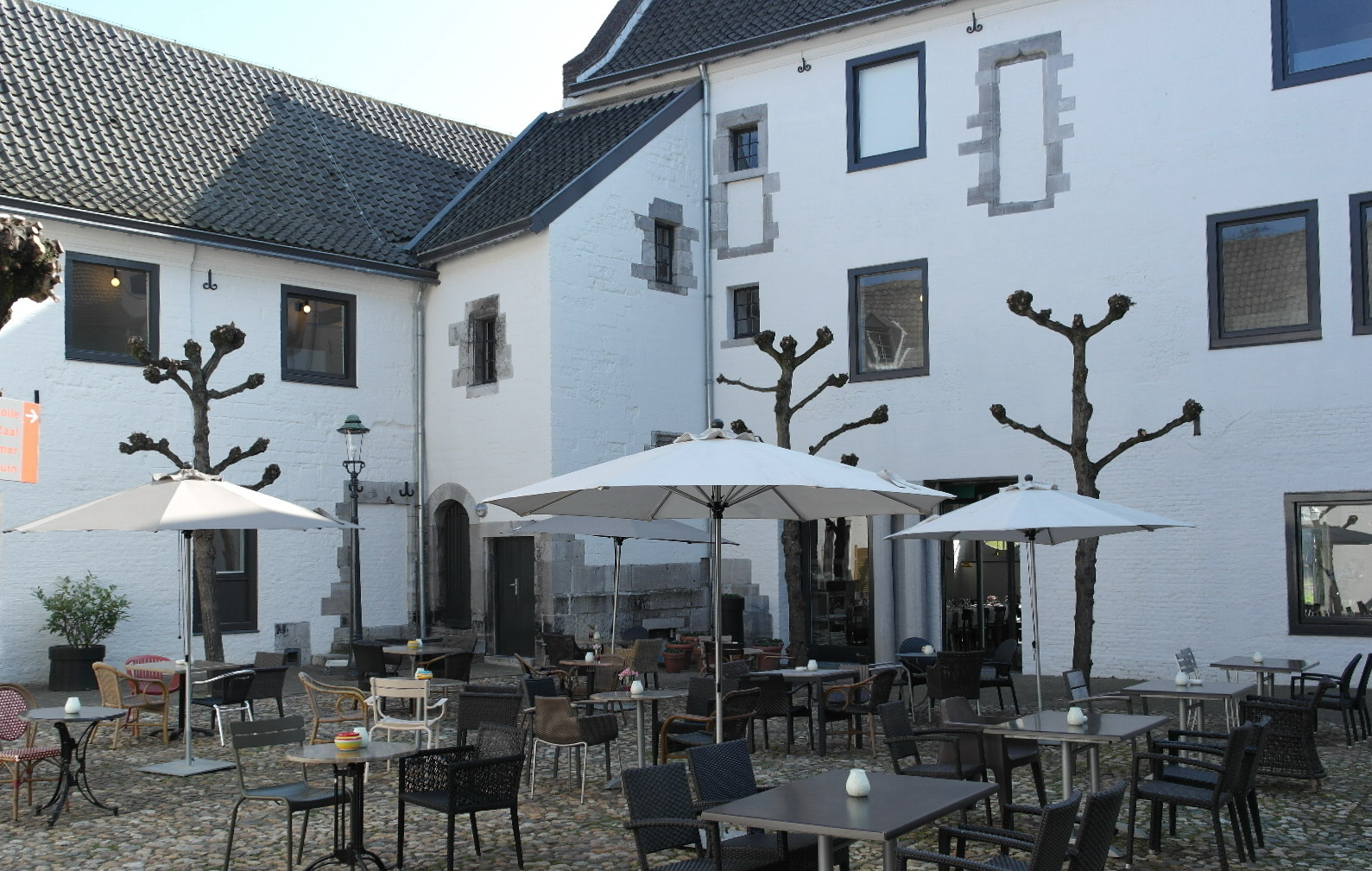
Binnenplaats kasteel
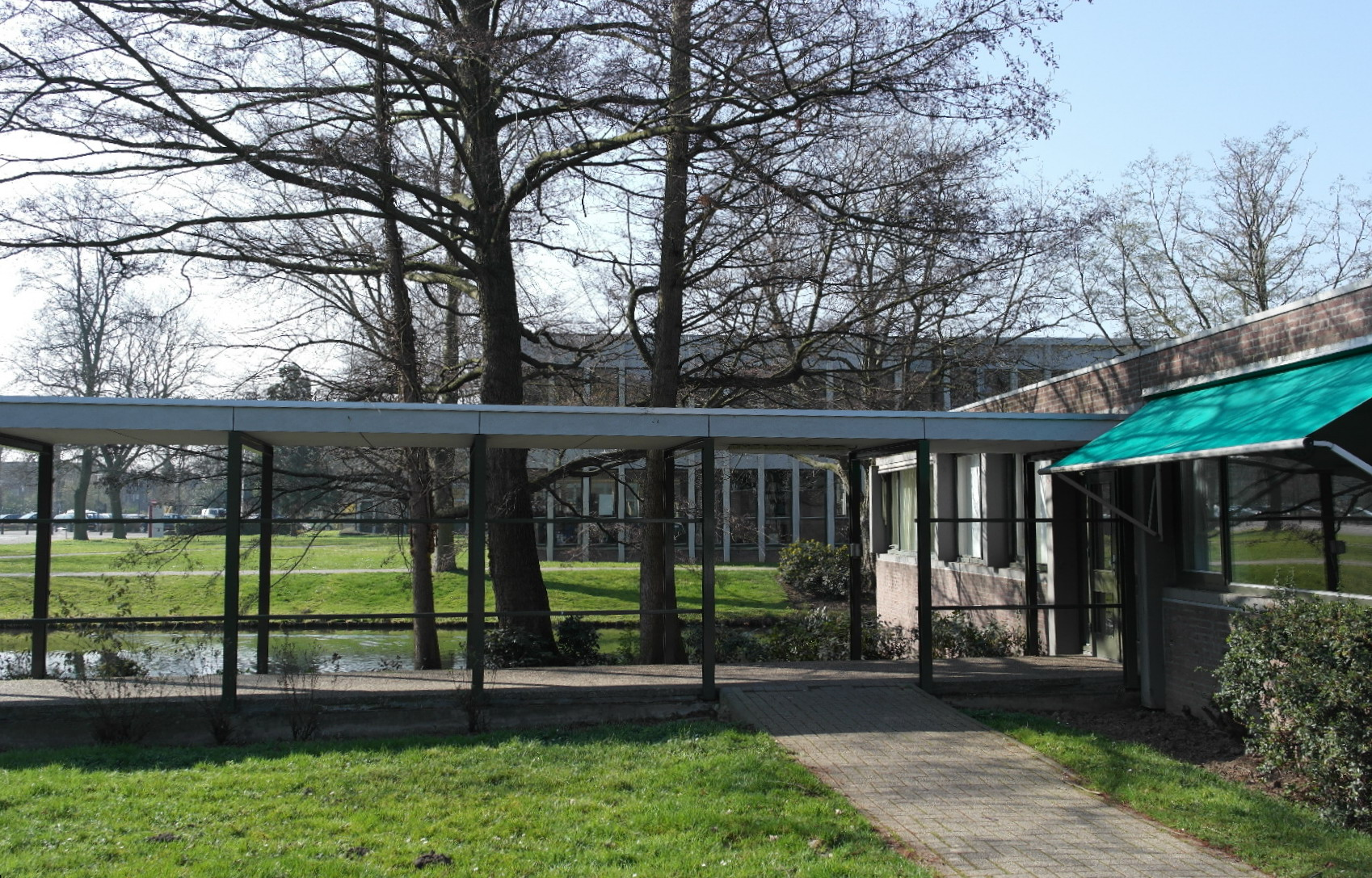
Campusgebouwen
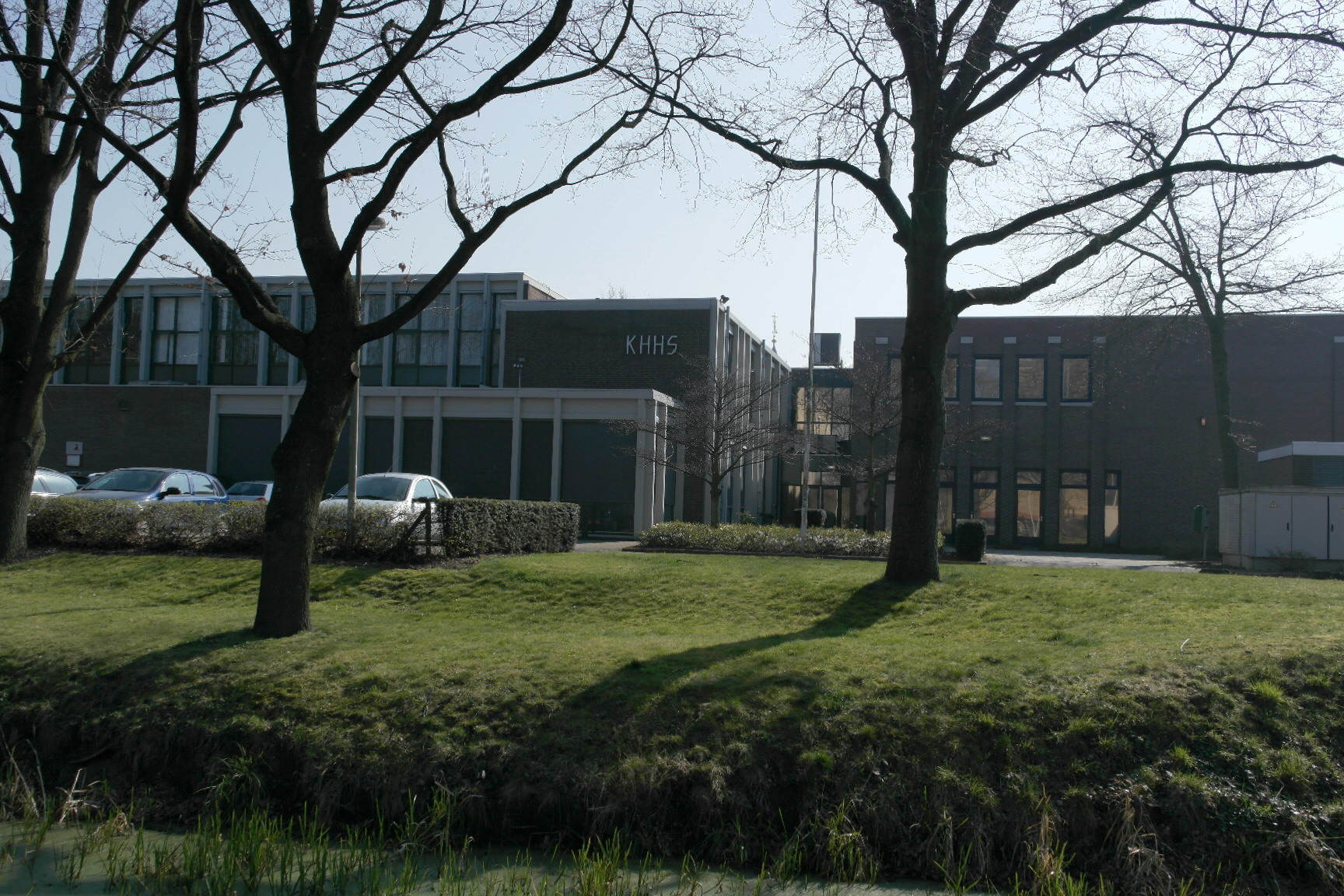
Idem, onderwijsvleugel